# Corey Brewer (baloncestista de 1975)
Corey Lavelle Brewer (West Memphis, Arkansas, 2 de enero de 1975) es un exjugador de baloncesto estadounidense. Con 1.83 metros de estatura, jugaba en el puesto de base.

## Trayectoria
Formado en la Universidad de Oklahoma, inició su periplo profesional en las ligas comerciales americanas antes de dar el salto a Europa de la mano de Marco Crespi en la 2000-01 en la Legadue con Biella (máximo asistente de la competición con 4,3 pases de canasta a los que añadió 17,3 puntos y 3,8 rebotes). El técnico transalpino lo trajo a Caja San Fernando, equipo al que guio hasta la Fase Final de la Copa del Rey junto a Antonio Granger con buenos números: 19,1 puntos, 4,7 rebotes, 3 asistencias y 1,6 robos de balón.
Sus actuaciones con el conjunto de Sevilla no pasaron inadvertidas y firmó por CB Estudiantes, equipo con el que disputó la ULEB Cup (dos semifinales consecutivas) y llegó a la final de la liga ACB en 2004. Fue santo y seña de la afición colegial durante dos temporadas para emprender nuevos retos en otros países la temporada siguiente: ascender a la histórica Virtus Bolonia (2004-05), llevar a Euroliga al Aris Salónica BC griego (2005-06) con el que logró el subcampeonato de ULEB; un año en el Spirou Charleroi belga (2006-07) para firmar por el KK Zadar croata con el que logró el campeonato de liga de Croacia y jugar la Final a Cuatro de la Liga Adriática (2007-08).
La temporada 2008-09 Brewer la inició en el ASK Riga de Letonia, con el que alcanzaba 13 puntos, 4 rebotes y 3.5 asistencias en su campeonato de liga y 19 puntos, 4.3 rebotes y 2 asistencias en la Eurocup para acabar volviendo a España a Estudiantes como sustituto de Vonteego Cummings promediando 9,8 puntos, 2,2 asistencias, 1,6 rebotes y 1,3 robos de balón. La temporada 2010-11 juega en el Pinar Karsikaya de la TBL turca, y después jugaría en el Lleida Bàsquet de la Liga LEB de España, siendo este su último equipo como profesional, ya que se retira con 36 años.